# Strugglers
Strugglers ist das vierte Studioalbum der amerikanischen Indierock-Band Koufax. 
Es wurde am 23. September wieder über das Label Doghouse veröffentlicht.

## Hintergrund
Für das vierte und bis dato letzte Koufax-Album wurde von Robert Suchan ein völlig neues, aus Lawrence, KS stammendes Ensemble zusammengestellt: John Anderson (Schlagzeug), Nathan Harold (Bass), Dustin Kinsey (Synthesizer, Gitarren, Mandolinen) und Ryan Lallier (Gitarre).
John Anderson hatte zuvor bereits zu den Arbeiten am letzten Album "Hard Times Are In Fashion" mitgewirkt.

## Titelliste
Alle Titel wurden von Robert Suchan geschrieben.
1. Any Moment Now – 2:36
2. Drivers – 3:10
3. What I’m Saying – 3:24
4. In the Name of Love – 3:46
5. Roll the Dice – 3:23
6. Strugglers – 2:46
7. What We Call Flats – 2:43
8. Facsimile – 2:35
9. Once in a While – 3:52
10. California Taught Us Well – 3:53